# 瘋狂男身女模
《瘋狂男身女模》是日本漫畫家美樹麻樹創作的日本漫畫作品。於雙葉社漫畫雜誌《Comic High!》2006年至2008年期間連載。單行本全2冊。
有著像是從集英社《RIBON》出來的少女漫畫的畫風，從第一回就表現出女主角有奈的內褲中有突起物，這也讓單行本中沒有表現隱喻，而是果斷地演出下流的話題。在荒唐無稽的搞笑下，以有奈遲鈍的愛情表現來呼應出主角光的心境並且以此作為故事的主軸。

## 故事大綱
堂園光是以偶像為目標的男高中生。隨便就認定超人氣模特兒有奈為他的對手並且得知他和自己是同個經紀公司、但光卻突然被有奈告白。不過有奈的真面目卻是一個堂堂正正的男人。在有奈的全心全意攻擊下，光也陷入了和忙於對他的回應，然後在和不斷做著奇怪工作的社長以及沒有工作的同事偶像的來往下、讓光從演藝活動到私生活都慢慢陷入混亂。

## 登場人物
堂園光
男高中生，以擔任偶像為目標。雖然認同了有奈的可愛和對他的全心全意，但因為都是同性而一直無法下定決心對他告白。是本作中唯一的正常人，不斷在週遭的人耍呆的情況下擔任吐嘈的角色。
有奈
不斷拍廣告的超人氣模特兒，實際上是男兒身，本名有奈惣吉。對於感情不會輕易表現出來，因為愛上堂園而不停發動攻勢來追求他。在私人談話方面用的是男生的口氣、自稱也是「我」。根據他的說法，似乎國中時就已經不是處男了。
社長
經紀公司「海苔事務所」社長。本名青海苔瓶太。自己也是人氣特攝節目「無敵啾啾恰巴超人」的特技替身演員，在人們面前常戴著超人面具(有一次戴著大佛面具)，也曾在一回合以真面目示人(但臉被對話框遮住)。看不出來有在認真培育公司的藝人。而且似乎也不擅長經營公司。
江菅木實
海苔事務所所屬歌手。沒有工作，因為太閒而在事務所擔任接線生的工作。其90cm的胸部，是自己親手作豐胸手術作出來的。
大路梨華
海苔事務所所屬偶像。和江菅一樣、因為太閒而在事務所擔任會計的工作。在演藝工作上被設定成18歳，但從知道她真正年齡的堂園的失言中能得知是大於這個數字。是名超愛喝酒的人。
青海苔庫菈菈
社長的女兒、是名立志當法庭畫家的小学2年級生。夢見以堂園的法庭畫為出道作，而想要陷害堂園犯罪。
岬隆斗
和有奈一起演電影的新生代實力派男星。過去曾在海苔事務所工作過，知道有奈的性別，並且與社長一起演過戰隊秀。
因為庫菈菈過去對她的關懷，使她正式成為蘿莉控，為了成為配得上她的男人而離開事務所，開始真正的演藝事業。
房間裡有大量萌屬性的東西，並且和庫菈菈在一起時會說些看起來很下流的話，也因此讓身為爸爸的社長常常中途跑出來阻止他。
傑克·哈貝特
世界知名設計師，因為喜歡女裝的有奈而想要以讓他參與走秀為條件，企圖引誘有奈獻身於他。
後來雖然被有奈正式拒絕，但還是因為他的美和有奈對於光的愛，而邀請他和光一起參加走秀。

## 單行本
| 冊數 | 雙葉社        | 雙葉社                 | 長鴻出版社    | 長鴻出版社           |
| 冊數 | 發售日期      | ISBN                   | 發售日期      | EAN                  |
| ---- | ------------- | ---------------------- | ------------- | -------------------- |
| 1    | 2007年9月28日 | ISBN 978-4-575-83412-3 | 2008年5月23日 | EAN 471-2805-82406-9 |
| 2    | 2008年6月12日 | ISBN 978-4-575-83497-0 | 2009年10月8日 | EAN 471-1552-44466-7 |